# Wyszegor (przystanek kolejowy)
Wyszegor (ros. Вышегор) – przystanek kolejowy w miejscowości Wyszegor, w rejonie safonowskim, w obwodzie smoleńskim, w Rosji. Leży na linii Moskwa - Mińsk - Brześć.